# Flisby
Flisby est une localité de Suède située dans la commune de Nässjö du comté de Jönköping. Elle couvre une superficie de 0,75 km2. En 2010, elle compte 201 habitants.